# Petit Le Mans 2010
El Petit Le Mans 2010 es la decimotercer edición del Petit Le Mans y la ronda final de la temporada 2010 de la American Le Mans Series. El evento también fue la segunda ronda de la Copa Intercontinental Le Mans 2010. Se llevó a cabo en Road Atlanta, Georgia el 2 de octubre de 2010.

## Clasificación
Los ganadores de la pole de cada clase están marcados en negrita.
| Pos | Clase | Equipo                                 | Piloto                | Tiempo     | Grilla |
| --- | ----- | -------------------------------------- | --------------------- | ---------- | ------ |
| 1   | LMP1  | #07 Team Peugeot Total                 | Anthony Davidson      | 1:07.187   | 1      |
| 2   | LMP1  | #08 Team Peugeot Total                 | Pedro Lamy            | 1:07.409   | 2      |
| 3   | LMP1  | #9 Audi Sport Team Joest               | Benoît Tréluyer       | 1:07.610   | 3      |
| 4   | LMP1  | #7 Audi Sport Team Joest               | Rinaldo Capello       | 1:08.112   | 4      |
| 5   | LMP1  | #37 Intersport Racing                  | Jon Field             | 1:10.128   | 5      |
| 6   | LMP2  | #16 Dyson Racing Team                  | Guy Smith             | 1:10.417   | 6      |
| 7   | LMP2  | #6 Muscle Milk Team Cytosport          | Klaus Graf            | 1:10.548   | 7      |
| 8   | LMP2  | #1 Patrón Highcroft Racing             | David Brabham         | 1:10.661   | 8      |
| 9   | LMP1  | #12 Autocon Motorsports                | Chris McMurry         | 1:14.109   | 9      |
| 10  | LMPC  | #52 PR1 Mathiasen Motorsports          | Luis Díaz             | 1:15.296   | 10     |
| 11  | LMPC  | #99 Green Earth Team Gunnar            | Gunnar Jeannette      | 1:15.525   | 40     |
| 12  | LMPC  | #89 Intersport Racing                  | Kyle Marcelli         | 1:15.610   | 11     |
| 13  | LMP2  | #35 OAK Racing                         | Jacques Nicolet       | 1:15.989   | 12     |
| 14  | LMPC  | #36 Genoa Racing                       | Frankie Montecalvo    | 1:16.250   | 13     |
| 15  | LMPC  | #55 Level 5 Motorsports                | Christophe Bouchut    | 1:16.483   | 14     |
| 16  | LMPC  | #95 Level 5 Motorsports                | Scott Tucker          | 1:18.342   | 15     |
| 17  | GT2   | #61 Risi Competizione                  | Jaime Melo            | 1:19.889   | 16     |
| 18  | GT2   | #62 Risi Competizione                  | Gianmaria Bruni       | 1:20.070   | 17     |
| 19  | GT2   | #02 Extreme Speed Motorsports          | Guy Cosmo             | 1:20.165   | 18     |
| 20  | GT2   | #01 Extreme Speed Motorsports          | Johannes van Overbeek | 1:20.185   | 19     |
| 21  | GT2   | #90 BMW Rahal Letterman Racing         | Dirk Müller           | 1:20.322   | 20     |
| 22  | GT2   | #4 Corvette Racing                     | Jan Magnussen         | 1:20.598   | 21     |
| 23  | GT2   | #3 Corvette Racing                     | Olivier Beretta       | 1:20.675   | 22     |
| 24  | GT2   | #45 Flying Lizard Motorsports          | Patrick Long          | 1:20.768   | 23     |
| 25  | GT2   | #04 Robertson Racing                   | David Murry           | 1:20.777   | 24     |
| 26  | GT2   | #92 BMW Rahal Letterman Racing         | Bill Auberlen         | 1:20.812   | 25     |
| 27  | GT2   | #17 Team Falken Tire                   | Bryan Sellers         | 1:21.560   | 26     |
| 28  | GT2   | #40 Robertson Racing                   | Craig Stanton         | 1:21.619   | 27     |
| 29  | LMP2  | #5 Libra Racing                        | Andrew Prendeville    | 1:21.820   | 28     |
| 30  | GT2   | #75 Jaguar RSR                         | Marc Goossens         | 1:22.898   | 29     |
| 31  | GT2   | #44 Flying Lizard Motorsports          | Seth Neiman           | 1:24.887   | 30     |
| 32  | GTC   | #54 Black Swan Racing                  | Jeroen Bleekemolen    | 1:25.141   | 31     |
| 33  | GTC   | #63 TRG                                | Andy Lally            | 1:25.364   | 32     |
| 34  | GTC   | #77 Magnus Racing                      | Andrew Davis          | 1:25.482   | 33     |
| 35  | GTC   | #88 Velox Motorsports                  | Shane Lewis           | 1:25.746   | 34     |
| 36  | GTC   | #23 Alex Job Racing                    | Bill Sweedler         | 1:26.300   | 35     |
| 37  | GTC   | #69 WERKS II Racing                    | Galen Bieker          | 1:26.628   | 36     |
| 38  | GTC   | #48 Paul Miller Racing                 | Bryce Miller          | 1:26.874   | 37     |
| 39  | GTC   | #28 911 Design                         | Doug Baron            | 1:27.713   | 38     |
| 40  | LMP1  | #8 Drayson Racing                      | Sin Tiempo            | Sin Tiempo | 39     |
| 41  | GT2   | #33 Jaguar RSR                         | Sin Tiempo            | Sin Tiempo | 41     |
| 42  | GTH   | #911 Porsche Motorsports North America | Sin Tiempo            | Sin Tiempo | 42     |
| 43  | GT2   | #10 ACS Express Racing                 | Sin Tiempo            | Sin Tiempo | 43     |

## Carrera
Ganadores de la clase en negrita.
| Pos    | Clase | No  | Equipo                            | Pilotos                                              | Chasis                               | Neumáticos | Vueltas |
| Pos    | Clase | No  | Equipo                            | Pilotos                                              | Motor                                | Neumáticos | Vueltas |
| ------ | ----- | --- | --------------------------------- | ---------------------------------------------------- | ------------------------------------ | ---------- | ------- |
| 1      | LMP1  | 08  | Team Peugeot Total                | Franck Montagny Stéphane Sarrazin Pedro Lamy         | Peugeot 908 HDi FAP                  | M          | 394     |
| 1      | LMP1  | 08  | Team Peugeot Total                | Franck Montagny Stéphane Sarrazin Pedro Lamy         | Peugeot HDi 5.5 L Turbo V12 (Diesel) | M          | 394     |
| 2      | LMP1  | 07  | Team Peugeot Total                | Anthony Davidson Marc Gené Alexander Wurz            | Peugeot 908 HDi FAP                  | M          | 394     |
| 2      | LMP1  | 07  | Team Peugeot Total                | Anthony Davidson Marc Gené Alexander Wurz            | Peugeot HDi 5.5 L Turbo V12 (Diesel) | M          | 394     |
| 3      | LMP1  | 7   | Audi Sport Team Joest             | Tom Kristensen Allan McNish Rinaldo Capello          | Audi R15 TDI plus                    | M          | 392     |
| 3      | LMP1  | 7   | Audi Sport Team Joest             | Tom Kristensen Allan McNish Rinaldo Capello          | Audi TDI 5.5 L Turbo V10 (Diesel)    | M          | 392     |
| 4      | LMP2  | 1   | Patrón Highcroft Racing           | David Brabham Simon Pagenaud Marino Franchitti       | HPD ARX-01C                          | M          | 383     |
| 4      | LMP2  | 1   | Patrón Highcroft Racing           | David Brabham Simon Pagenaud Marino Franchitti       | HPD AL7R 3.4 L V8                    | M          | 383     |
| 5      | LMP1  | 37  | Intersport Racing                 | Jon Field Clint Field Ben Devlin                     | Lola B06/10                          | D          | 383     |
| 5      | LMP1  | 37  | Intersport Racing                 | Jon Field Clint Field Ben Devlin                     | AER P32T 4.0 L Turbo V8              | D          | 383     |
| 6      | LMP1  | 9   | Audi Sport Team Joest             | Marcel Fässler André Lotterer Benoît Tréluyer        | Audi R15 TDI plus                    | M          | 377     |
| 6      | LMP1  | 9   | Audi Sport Team Joest             | Marcel Fässler André Lotterer Benoît Tréluyer        | Audi TDI 5.5 L Turbo V10 (Diesel)    | M          | 377     |
| 7      | LMP2  | 6   | Muscle Milk Team Cytosport        | Klaus Graf Lucas Luhr Sascha Maassen                 | Porsche RS Spyder Evo                | M          | 372     |
| 7      | LMP2  | 6   | Muscle Milk Team Cytosport        | Klaus Graf Lucas Luhr Sascha Maassen                 | Porsche MR6 3.4 L V8                 | M          | 372     |
| 8      | LMP1  | 8   | Drayson Racing                    | Paul Drayson Jonny Cocker Emanuele Pirro             | Lola B09/60                          | M          | 369     |
| 8      | LMP1  | 8   | Drayson Racing                    | Paul Drayson Jonny Cocker Emanuele Pirro             | Judd GV5.5 S2 5.5 L V10              | M          | 369     |
| 9      | LMP2  | 35  | OAK Racing                        | Jacques Nicolet Frédéric da Rocha Patrice Lafargue   | Pescarolo 01                         | D          | 359     |
| 9      | LMP2  | 35  | OAK Racing                        | Jacques Nicolet Frédéric da Rocha Patrice Lafargue   | Judd DB 3.4 L V8                     | D          | 359     |
| 10     | GT2   | 4   | Corvette Racing                   | Oliver Gavin Jan Magnussen Emmanuel Collard          | Chevrolet Corvette C6.R              | M          | 355     |
| 10     | GT2   | 4   | Corvette Racing                   | Oliver Gavin Jan Magnussen Emmanuel Collard          | Chevrolet 5.5 L V8                   | M          | 355     |
| 11     | GT2   | 01  | Extreme Speed Motorsports         | Scott Sharp Johannes van Overbeek Dominik Farnbacher | Ferrari F430 GTE                     | M          | 355     |
| 11     | GT2   | 01  | Extreme Speed Motorsports         | Scott Sharp Johannes van Overbeek Dominik Farnbacher | Ferrari 4.0 L V8                     | M          | 355     |
| 12     | GT2   | 62  | Risi Competizione                 | Toni Vilander Gianmaria Bruni                        | Ferrari F430 GTE                     | M          | 354     |
| 12     | GT2   | 62  | Risi Competizione                 | Toni Vilander Gianmaria Bruni                        | Ferrari 4.0 L V8                     | M          | 354     |
| 13     | GT2   | 92  | BMW Rahal Letterman Racing        | Bill Auberlen Tommy Milner Dirk Werner               | BMW M3 GT2                           | D          | 354     |
| 13     | GT2   | 92  | BMW Rahal Letterman Racing        | Bill Auberlen Tommy Milner Dirk Werner               | BMW 4.0 L V8                         | D          | 354     |
| 14     | GT2   | 45  | Flying Lizard Motorsports         | Patrick Long Jörg Bergmeister Marc Lieb              | Porsche 997 GT3-RSR                  | M          | 354     |
| 14     | GT2   | 45  | Flying Lizard Motorsports         | Patrick Long Jörg Bergmeister Marc Lieb              | Porsche 4.0 L Flat-6                 | M          | 354     |
| 15     | GT2   | 3   | Corvette Racing                   | Johnny O'Connell Olivier Beretta Antonio García      | Chevrolet Corvette C6.R              | M          | 354     |
| 15     | GT2   | 3   | Corvette Racing                   | Johnny O'Connell Olivier Beretta Antonio García      | Chevrolet 5.5 L V8                   | M          | 354     |
| 16     | LMPC  | 95  | Level 5 Motorsports               | Scott Tucker Burt Frisselle Marco Werner             | Oreca FLM09                          | M          | 354     |
| 16     | LMPC  | 95  | Level 5 Motorsports               | Scott Tucker Burt Frisselle Marco Werner             | Chevrolet 6.2 L V8                   | M          | 354     |
| 17     | GT2   | 61  | Risi Competizione                 | Giancarlo Fisichella Jaime Melo Mika Salo            | Ferrari F430 GTE                     | M          | 353     |
| 17     | GT2   | 61  | Risi Competizione                 | Giancarlo Fisichella Jaime Melo Mika Salo            | Ferrari 4.0 L V8                     | M          | 353     |
| 18     | GTH   | 911 | Porsche Motorsports North America | Mike Rockenfeller Timo Bernhard Romain Dumas         | Porsche 911 GT3-R Hybrid             | M          | 350     |
| 18     | GTH   | 911 | Porsche Motorsports North America | Mike Rockenfeller Timo Bernhard Romain Dumas         | Porsche 4.0 L Hybrid Flat-6          | M          | 350     |
| 19     | GT2   | 04  | Robertson Racing                  | David Murry Anthony Lazzaro Rob Bell                 | Ford GT-R Mk. VII                    | D          | 349     |
| 19     | GT2   | 04  | Robertson Racing                  | David Murry Anthony Lazzaro Rob Bell                 | Ford 5.0 L V8                        | D          | 349     |
| 20     | GT2   | 44  | Flying Lizard Motorsports         | Darren Law Seth Neiman Marco Holzer                  | Porsche 997 GT3-RSR                  | M          | 348     |
| 20     | GT2   | 44  | Flying Lizard Motorsports         | Darren Law Seth Neiman Marco Holzer                  | Porsche 4.0 L Flat-6                 | M          | 348     |
| 21     | GT2   | 17  | Team Falken Tire                  | Bryan Sellers Martin Ragginger                       | Porsche 997 GT3-RSR                  | Falken     | 347     |
| 21     | GT2   | 17  | Team Falken Tire                  | Bryan Sellers Martin Ragginger                       | Porsche 4.0 L Flat-6                 | Falken     | 347     |
| 22     | GTC   | 63  | TRG                               | Henri Richard Andy Lally Duncan Ende                 | Porsche 997 GT3 Cup                  | Y          | 337     |
| 22     | GTC   | 63  | TRG                               | Henri Richard Andy Lally Duncan Ende                 | Porsche 3.8 L Flat-6                 | Y          | 337     |
| 23     | GTC   | 54  | Black Swan Racing                 | Tim Pappas Jeroen Bleekemolen Sebastiaan Bleekemolen | Porsche 997 GT3 Cup                  | Y          | 337     |
| 23     | GTC   | 54  | Black Swan Racing                 | Tim Pappas Jeroen Bleekemolen Sebastiaan Bleekemolen | Porsche 3.8 L Flat-6                 | Y          | 337     |
| 24     | LMPC  | 89  | Intersport Racing                 | Kyle Marcelli Chapman Ducote David Ducote            | Oreca FLM09                          | M          | 336     |
| 24     | LMPC  | 89  | Intersport Racing                 | Kyle Marcelli Chapman Ducote David Ducote            | Chevrolet 6.2 L V8                   | M          | 336     |
| 25     | GTC   | 77  | Magnus Racing                     | John Potter Andrew Davis Ryan Eversley               | Porsche 997 GT3 Cup                  | Y          | 332     |
| 25     | GTC   | 77  | Magnus Racing                     | John Potter Andrew Davis Ryan Eversley               | Porsche 3.8 L Flat-6                 | Y          | 332     |
| 26     | GTC   | 88  | Velox Racing                      | Shane Lewis Jerry Vento Lawson Aschenbach            | Porsche 997 GT3 Cup                  | Y          | 330     |
| 26     | GTC   | 88  | Velox Racing                      | Shane Lewis Jerry Vento Lawson Aschenbach            | Porsche 3.8 L Flat-6                 | Y          | 330     |
| 27     | GT2   | 02  | Extreme Speed Motorsports         | Ed Brown Guy Cosmo João Barbosa                      | Ferrari F430 GTE                     | M          | 329     |
| 27     | GT2   | 02  | Extreme Speed Motorsports         | Ed Brown Guy Cosmo João Barbosa                      | Ferrari 4.0 L V8                     | M          | 329     |
| 28     | GTC   | 28  | 911 Design                        | Loren Beggs Doug Baron René Villeneuve               | Porsche 997 GT3 Cup                  | Y          | 325     |
| 28     | GTC   | 28  | 911 Design                        | Loren Beggs Doug Baron René Villeneuve               | Porsche 3.8 L Flat-6                 | Y          | 325     |
| 29     | GTC   | 69  | WERKS II Racing                   | Galen Bieker Robert Rodriguez                        | Porsche 997 GT3 Cup                  | Y          | 324     |
| 29     | GTC   | 69  | WERKS II Racing                   | Galen Bieker Robert Rodriguez                        | Porsche 3.8 L Flat-6                 | Y          | 324     |
| 30     | GT2   | 40  | Robertson Racing                  | David Robertson Andrea Robertson Craig Stanton       | Ford GT-R Mk. VII                    | D          | 315     |
| 30     | GT2   | 40  | Robertson Racing                  | David Robertson Andrea Robertson Craig Stanton       | Ford 5.0 L V8                        | D          | 315     |
| 31     | GT2   | 90  | BMW Rahal Letterman Racing        | Dirk Müller Joey Hand Andy Priaulx                   | BMW M3 GT2                           | D          | 315     |
| 31     | GT2   | 90  | BMW Rahal Letterman Racing        | Dirk Müller Joey Hand Andy Priaulx                   | BMW 4.0 L V8                         | D          | 315     |
| 32     | LMPC  | 52  | PR1 Mathiason Motorsports         | Ricardo González Luis Díaz Ryan Lewis                | Oreca FLM09                          | M          | 311     |
| 32     | LMPC  | 52  | PR1 Mathiason Motorsports         | Ricardo González Luis Díaz Ryan Lewis                | Chevrolet 6.2 L V8                   | M          | 311     |
| 33     | GTC   | 23  | Alex Job Racing                   | Romeo Kapudija Bill Sweedler Jan-Dirk Leuders        | Porsche 997 GT3 Cup                  | Y          | 310     |
| 33     | GTC   | 23  | Alex Job Racing                   | Romeo Kapudija Bill Sweedler Jan-Dirk Leuders        | Porsche 3.8 L Flat-6                 | Y          | 310     |
| 34     | LMPC  | 55  | Level 5 Motorsports               | Scott Tucker Christophe Bouchut Mark Wilkins         | Oreca FLM09                          | M          | 310     |
| 34     | LMPC  | 55  | Level 5 Motorsports               | Scott Tucker Christophe Bouchut Mark Wilkins         | Chevrolet 6.2 L V8                   | M          | 310     |
| 35     | LMPC  | 36  | Genoa Racing                      | Eric Lux Frankie Montecalvo Alex Figge               | Oreca FLM09                          | M          | 307     |
| 35     | LMPC  | 36  | Genoa Racing                      | Eric Lux Frankie Montecalvo Alex Figge               | Chevrolet 6.2 L V8                   | M          | 307     |
| 36     | LMPC  | 99  | Green Earth Team Gunnar           | Gunnar Jeannette Christian Zugel Elton Julian        | Oreca FLM09                          | M          | 287     |
| 36     | LMPC  | 99  | Green Earth Team Gunnar           | Gunnar Jeannette Christian Zugel Elton Julian        | Chevrolet 6.2 L V8                   | M          | 287     |
| 37 DNF | LMP2  | 16  | Dyson Racing Team                 | Chris Dyson Guy Smith Andy Meyrick                   | Lola B09/86                          | D          | 192     |
| 37 DNF | LMP2  | 16  | Dyson Racing Team                 | Chris Dyson Guy Smith Andy Meyrick                   | Mazda MZR-R 2.0 L Turbo I4 (Butanol) | D          | 192     |
| 38 DNF | LMP1  | 12  | Autocon Motorsports               | Bryan Willman Chris McMurry Tony Burgess             | Lola B06/10                          | D          | 157     |
| 38 DNF | LMP1  | 12  | Autocon Motorsports               | Bryan Willman Chris McMurry Tony Burgess             | AER P32T 4.0 L Turbo V8              | D          | 157     |
| 39 DNF | GT2   | 75  | Jaguar RSR                        | Paul Gentilozzi Marc Goossens Ryan Dalziel           | Jaguar XKRS                          | Y          | 82      |
| 39 DNF | GT2   | 75  | Jaguar RSR                        | Paul Gentilozzi Marc Goossens Ryan Dalziel           | Jaguar 5.0 L V8                      | Y          | 82      |
| 40 DNF | GT2   | 33  | Jaguar RSR                        | Andy Wallace Butch Leitzinger Tomy Drissi            | Jaguar XKRS                          | Y          | 16      |
| 40 DNF | GT2   | 33  | Jaguar RSR                        | Andy Wallace Butch Leitzinger Tomy Drissi            | Jaguar 5.0 L V8                      | Y          | 16      |
| 41 DNF | LMP2  | 5   | Libra Racing                      | Andrew Prendeville Harri Toivonen Peter Dempsey      | Radical SR9                          | D          | 6       |
| 41 DNF | LMP2  | 5   | Libra Racing                      | Andrew Prendeville Harri Toivonen Peter Dempsey      | Nissan 4.0 L V8                      | D          | 6       |
| DNS    | GTC   | 48  | Paul Miller Racing                | Bryce Miller Luke Hines Pierre Ehret                 | Porsche 997 GT3 Cup                  | Y          | –       |
| DNS    | GTC   | 48  | Paul Miller Racing                | Bryce Miller Luke Hines Pierre Ehret                 | Porsche 3.8 L Flat-6                 | Y          | –       |
| DNS    | LMPC  | 73  | Intersport Racing                 | Antonio Downs Matt Downs Lucas Downs                 | Oreca FLM09                          | M          | –       |
| DNS    | LMPC  | 73  | Intersport Racing                 | Antonio Downs Matt Downs Lucas Downs                 | Chevrolet 6.2 L V8                   | M          | –       |
| DNS    | GT2   | 10  | ACS Express Racing                | Brandon Davis Boris Said Townsend Bell               | Ford GT-R Mk. VII                    | M          | –       |
| DNS    | GT2   | 10  | ACS Express Racing                | Brandon Davis Boris Said Townsend Bell               | Ford 5.0 L V8                        | M          | –       |